# Northchurch
Northchurch – osada i civil parish w Anglii, w Hertfordshire, w dystrykcie Dacorum. W 2011 civil parish liczyła 2813 mieszkańców.